# Pomatiopsis chacei
Pomatiopsis chacei är en snäckart som beskrevs av Henry Augustus Pilsbry 1937. Pomatiopsis chacei ingår i släktet Pomatiopsis och familjen Pomatiopsidae. Inga underarter finns listade i Catalogue of Life.